# Meziříčí (przystanek kolejowy)
Meziříčí – przystanek kolejowy w miejscowości Meziříčí, w kraju południowoczeskim, w Czechach. Położony jest na linii Tábor – Horní Cerekev. Znajduje się na wysokości 495 m n.p.m.
Na przystanku nie ma możliwości zakupu biletów, a obsługa podróżnych odbywa się w pociągu.

## Linie kolejowe
- 201 Tábor – Ražice